# Pömer von Diepoltsdorf
La famiglia Pömer von Diepoltsdorf fu una famiglia nobile del patriziato di Norimberga, nel cui consiglio sedette dal 1395 al 1806.

## Storia
La discendenza della famiglia Pömer von Diepoltsdorf non è chiara. Secondo l’Hallerbuch del 1533, i Pömer provenivano dalla Pomerania e pare che fossero presenti a Norimberga dalla fine del XIII secolo. Nel 1286 un certo Pomerius è menzionato per la prima volta a Norimberga; nel 1289 un Ortlieb, figlio di Pomerus (forse un membro della famiglia patrizia Ortlieb); nel 1302 e nel 1311 viene citata la figlia di un Promerus. Non è chiaro ad ogni modo se vi sia un collegamento diretto tra queste persone e la famiglia patrizia dei Pömer.
I Pömer esercitarono il commercio su vasta scala, legandosi anche con famiglie dell'aristocrazia patriziale di Norimberga come gli Haller, i Kreß e gli Pfinzing.
Nel 1395 Georg Pömer fu il primo membro della famiglia ad essere eletto consigliere della città. Hector Pömer, il più importante rappresentante della casata, fu prevosto della chiesa cittadina di San Lorenzo. Nel 1522 fu lui ad incaricare il teologo Andreas Osiander di tenere una serie prediche in città ed ebbe un'influenza significativa sulla diffusione della riforma protestante a Norimberga.
Nel 1689, Georg Christoph Pömer acquisì il maniero di Diepoltsdorf sposando Maria Magdalena Stockammer e da allora la famiglia si denominò Pömer von Diepoltsdorf. Nel 1697 la famiglia ottenne il riconoscimento di nobiltà.
Georg Wilhelm Pömer dovette rivendere il proprio maniero nel 1760 a causa delle difficoltà economiche in cui vessava la sua famiglia. Con Georg Friedrich Wilhelm von Pömer von Diepoltsdorf, la casata si estinse nel 1814.

## Membri notabili
- Hector Pömer (1495-1541), prevosto di San Lorenzo di Norimberga
- Wolf Albrecht Pömer (? -?), nel 1633 fu comandante della fortezza di Lichtenau
- Georg Friedrich Wilhelm von Pömer von Diepoltsdorf (1742-1814), ultimo rappresentante della casata